# La liberazione di Ruggiero
La liberazione di Ruggiero dall'isola d'Alcina (en español, "La liberación de Rugiero de la isla de Alcina") es una ópera cómica (no ópera buffa) en cuatro escenas de Francesca Caccini, que se estrenó el 3 de febrero de 1625 en la Villa di Poggio Imperiale en Florencia, con un libreto por Ferdinando Saracinelli, basado en la obra de Ludovico Ariosto Orlando Furioso.

## Historia
Es la primera ópera escrita por una mujer, y fue durante mucho tiempo considerada la primera ópera italiana que fue representada fuera de Italia. Se representó para celebrar una visita del príncipe Vladislao de Polonia durante el Carnaval de 1625, y se repuso en Varsovia en 1628. La obra fue encargada por la Archiduquesa Regente María Magdalena de Austria, esposa de Cosme II de Médici, para quien trabajaba Caccini. Ruggiero se publicó bajo la protección de María Magdalena en 1625, solo cinco años después de la primera ópera impresa en Italia. Es la única ópera que se conserva de Francesca Caccini.
La liberazione di Ruggiero está escrita en el stile moderno, esto es, el estilo de Claudio Monteverdi, aunque la obra debe posiblemente más a la obra de Jacopo Peri. Usa el nuevo stile recitativo, así como canzonettas en el estilo del Concerto delle donne. La partitura de la ópera incluye el lirone, y, algo notable para el período, no incluye a un castrato. La partitura de la pieza se inclina hacia las voces más agudas, con seis sopranos, dos altos, siete tenores, y solo un bajo, así como un trío de flautas dulces. Un esquema compositivo se usa dentro de la obra que asocia los tonos en bemol con lo femenino (la protagonista femenina Alcina y sus ayudantes) y los tonos sostenidos con lo masculino (el protagonista Ruggiero y otros personajes masculinos). La andrógina (aparece en la forma de un hombre, Atlante) maga Melissa es neutral, presentada en clave de do mayor. Alcina es una maga sexual y malvada, mientras que Melissa es andrógina y buena. Melissa lucha por liberar a Ruggiero de los encantamientos de Alcina. Los críticos modernos han interpretado la música como una afirmación sobre el género; o bien las mujeres, como Melissa, deben abandonar su feminidad para triunfar, o bien, como Alcina (a pesar de su falta de un éxito abierto), las mujeres pueden aún ser dominantes por el atractivo perpetuo de su música.
La obra ha sido grabada, y se ha repuesto varias veces, incluyendo en Colonia (1983), Ferrara (1987), Estocolmo (1990), Mineápolis (1991), Düdingen (Suiza), Ratisbona y Neuburg an der Donau (Alemania) (1999).

## Grabaciones
- La Liberazione Di Ruggiero Dall'isola D'alcina dirigida por Wladyslaw Klosiewicz, con la Orquesta de Cámara de Varsovia y Musica Antique Collegium Varsoviense. B000FEW8LA